# Amilcar de Castro

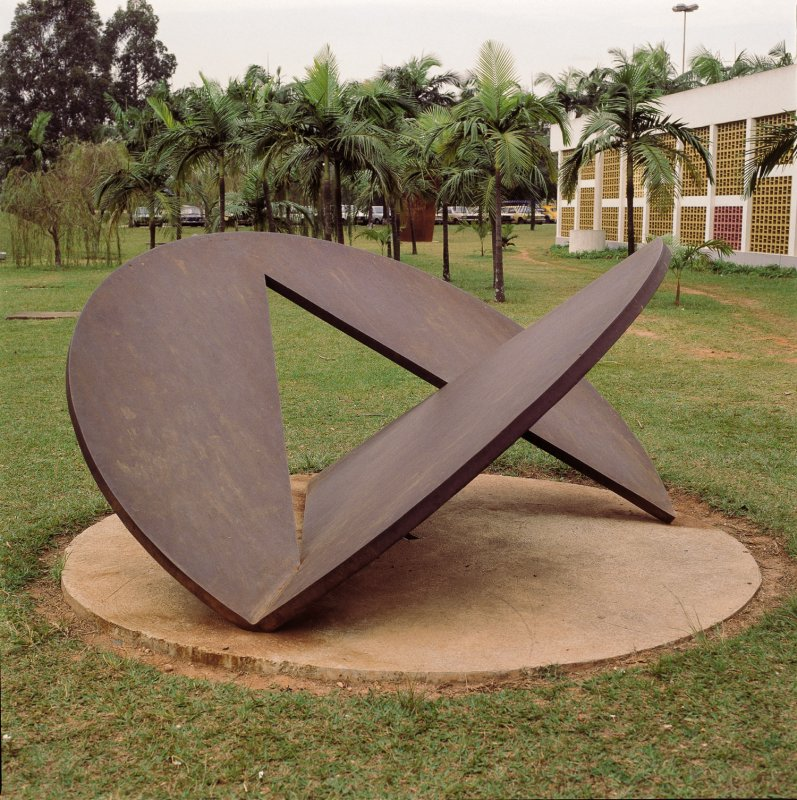
Escultura no jardim do MAC-USP

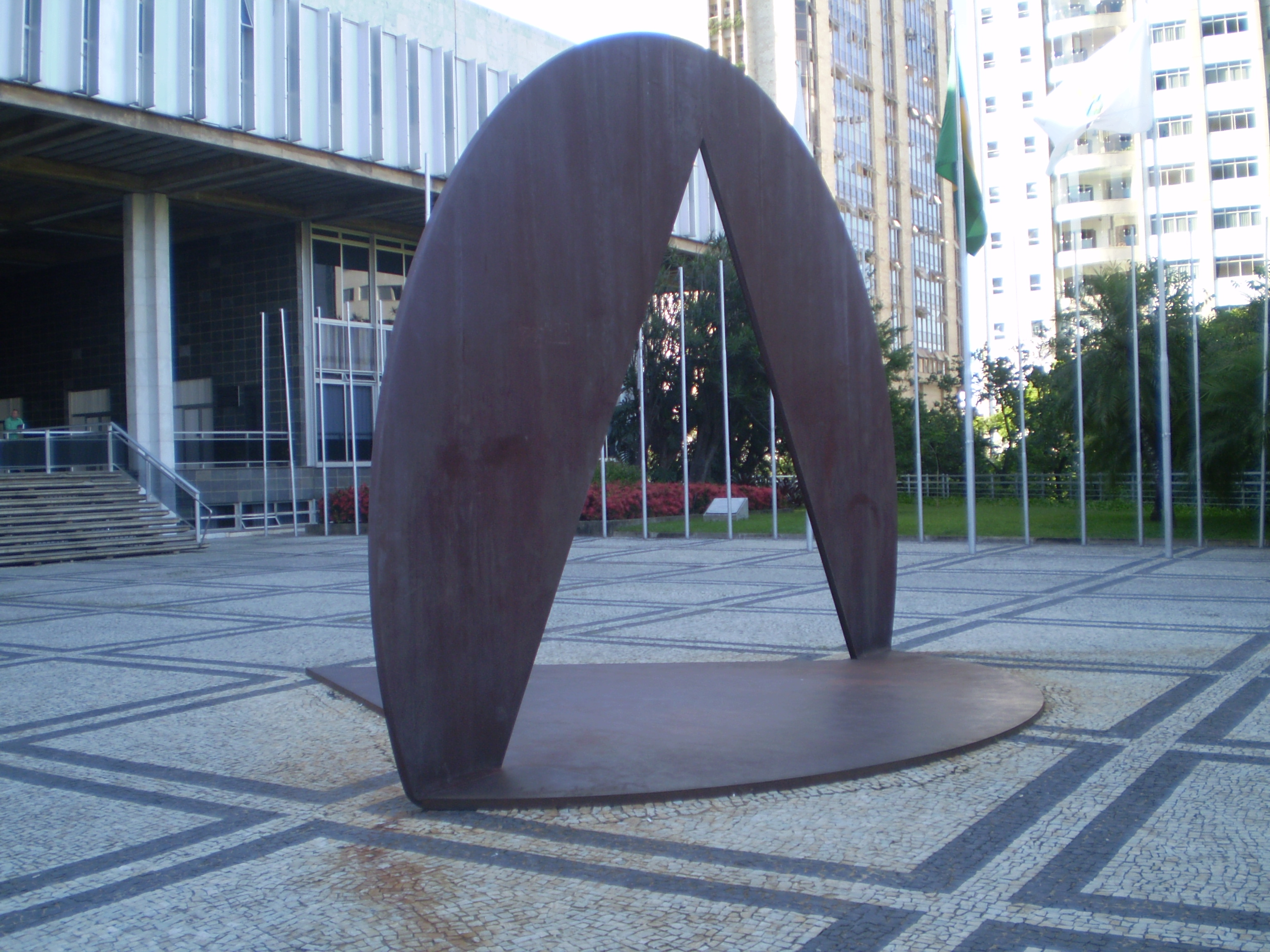
Escultura no Hall das Bandeiras da Assembleia Legislativa de Minas Gerais

Amilcar de Castro (Paraisópolis, 8 de junho de 1920 — Belo Horizonte, 21 de novembro de 2002) foi um escultor, artista plástico e designer gráfico brasileiro. Introduziu a reforma gráfica do Jornal do Brasil nos anos 1950, que revolucionou o diagramação, e design de jornais como um todo, no Brasil.
Estabeleceu-se em Belo Horizonte em 1934 e formou-se em Direito na Universidade Federal de Minas Gerais (UFMG) em 1945, onde conheceu Otto Lara Resende e Hélio Pellegrino.
Frequentou a Escola Guignard entre 1944 e 1950, onde estudou desenho com Alberto da Veiga Guignard e escultura figurativa com Franz Weissmann. Mudou-se para o Rio de Janeiro em 1953, iniciando sua carreira de diagramador nas revistas Manchete e A Cigarra. Participou do Grupo Neoconcreto no Rio de Janeiro (1959-1961), e elaborou a reforma gráfica do Jornal do Brasil (1957/59). Durante os anos 60 fez a diagramação dos jornais Correio da Manhã, Última Hora, Estado de Minas, Jornal da Tarde e A Província do Pará, entre outros, além de ter trabalhado como diagramador de livros na Editora Vozes.
Após receber uma bolsa da Fundação Guggenheim e o Prêmio Viagem ao Exterior no XV Salão Nacional de Arte Moderna, em 1967, viajou para os Estados Unidos, fixando-se em Nova Jérsei. Em 1971 retornou a Belo Horizonte, dedicando-se a atividades artísticas e educacionais. Dirigiu a Fundação Escola Guignard (1974/77), onde ensinou expressão bidimensional e tridimensional. Foi professor de composição e escultura na Escola de Belas Artes da UFMG (1979/90) e de escultura na Fundação de Arte de Ouro Preto-FAOP (1979).
Em 2005, a Quinta Bienal do Mercosul, em Porto Alegre, o escolheu como o grande homenageado do evento, a partir da indicação do Curador-Geral, Paulo Sergio Duarte. Coube ao Curador-Assistente da Bienal, José Francisco Alves, a curadoria das cinco exposições do homenageado, em diversos locais e instituições de Porto Alegre, se constituindo na maior e mais completa exibição de trabalhos do artista até hoje realizada, com obras de coleções de vinte e oito cidades, de cinco estados brasileiros. Um dos destaques dessa Bienal do Mercosul foi a pesquisa e a exposição, pela primeira vez, da ampla produção de Amilcar de Castro nas artes gráficas, como paginador e ilustrador, da década de 1950 a princípios do século XXI, em especial com originais e fac similes de jornais, livros, revistas, cartazes e outras peças gráficas, tais como os trabalhos realizados para a Manchete (revista), entre 1956 e 1957, o Jornal do Brasil, entre 1957 e 1961, e o Jornal de Resenhas da Folha de S. Paulo, entre 1999 e 2003. No dia 6 de dezembro de 2000 recebeu a Medalha de Honra da UFMG.

Amilcar de Castro é considerado pelos críticos e historiadores da arte um dos escultores construtivos mais representativos da arte brasileira contemporânea. Junto a Celso Renato, formam a base do construtivismo mineiro inspirando toda a nova geração de artistas construtivistas.

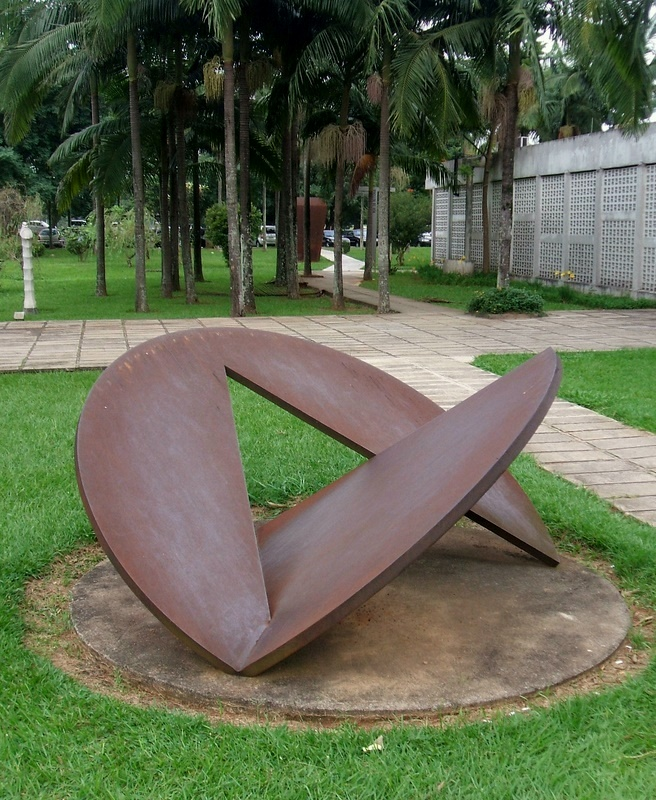
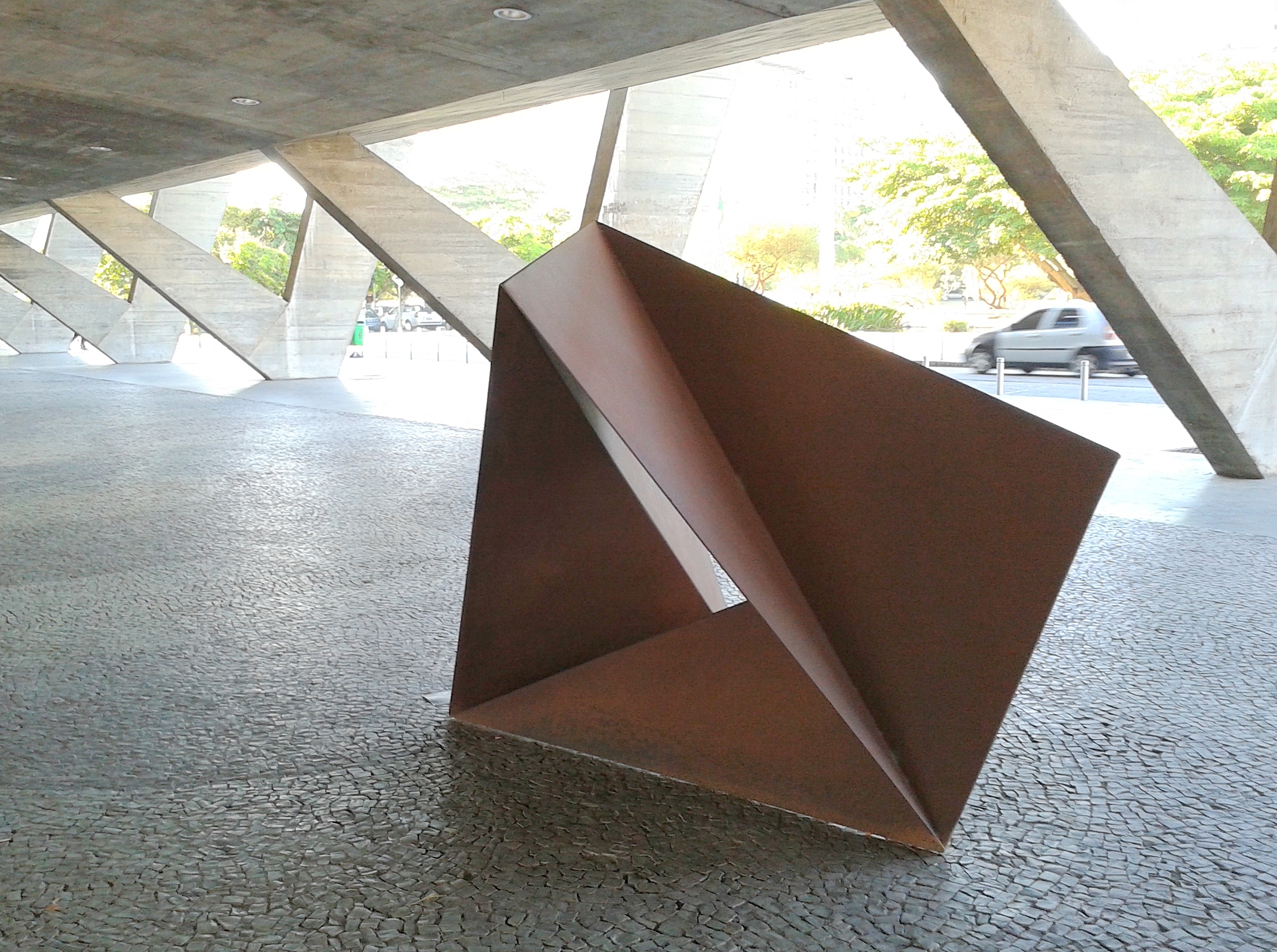
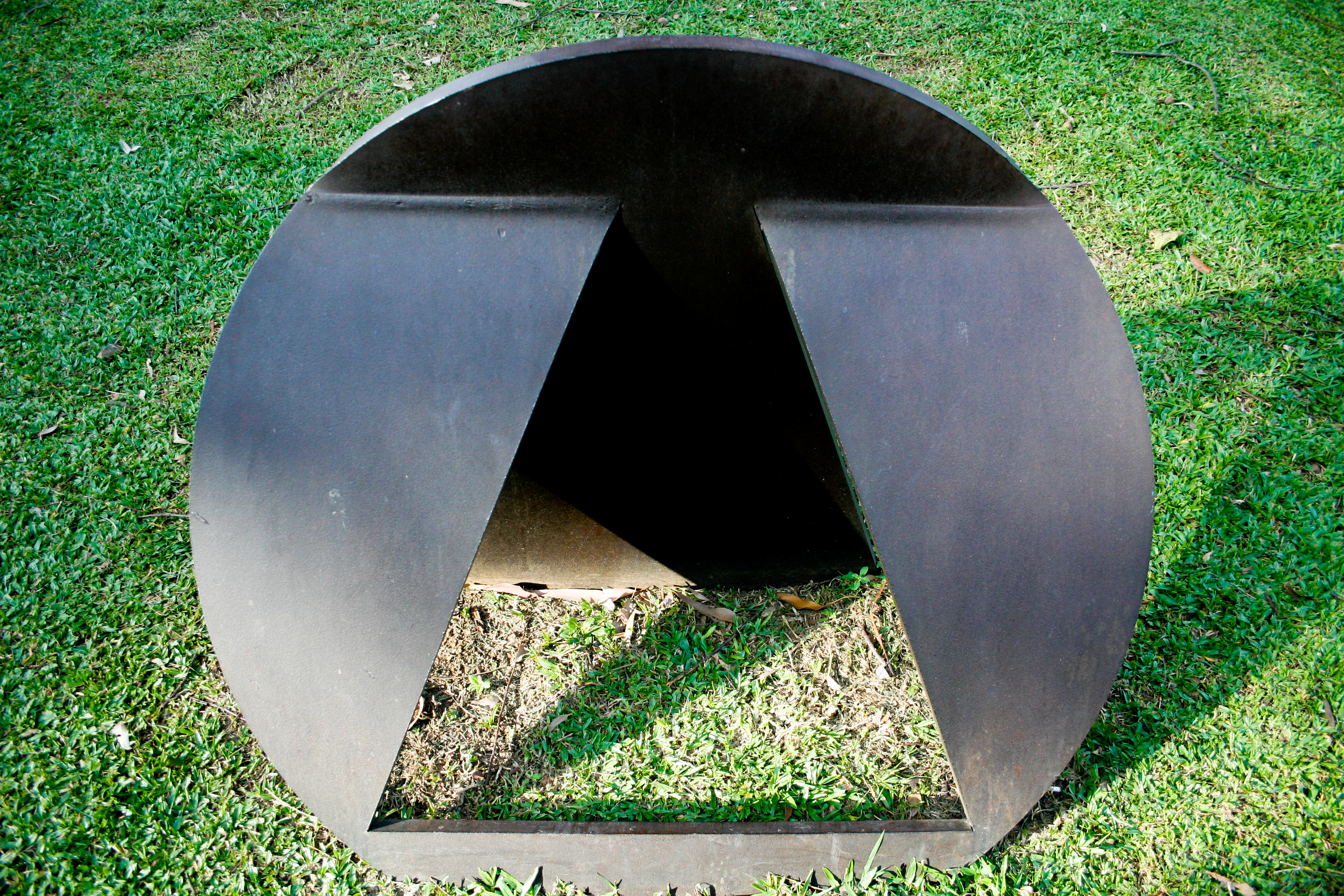
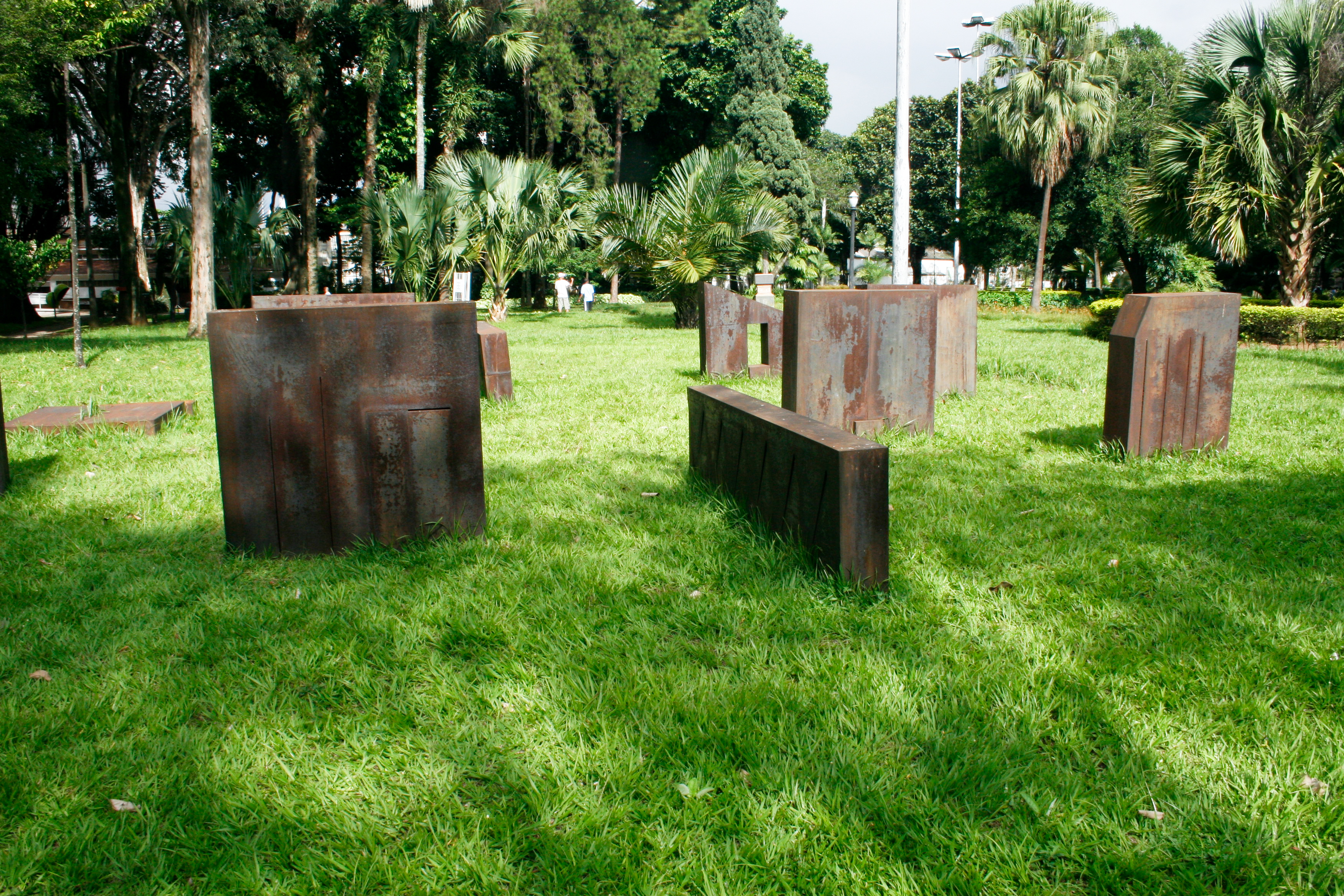
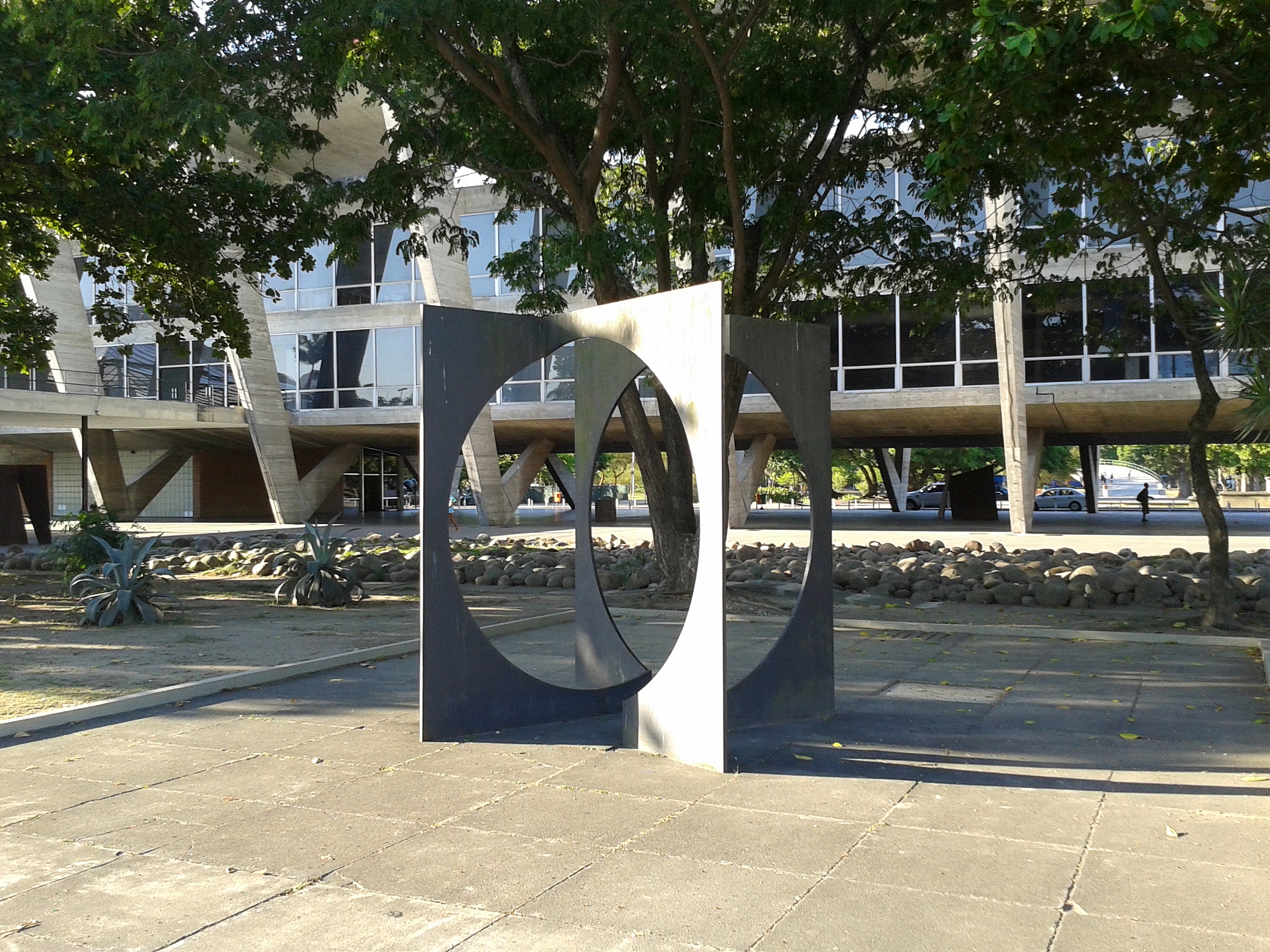
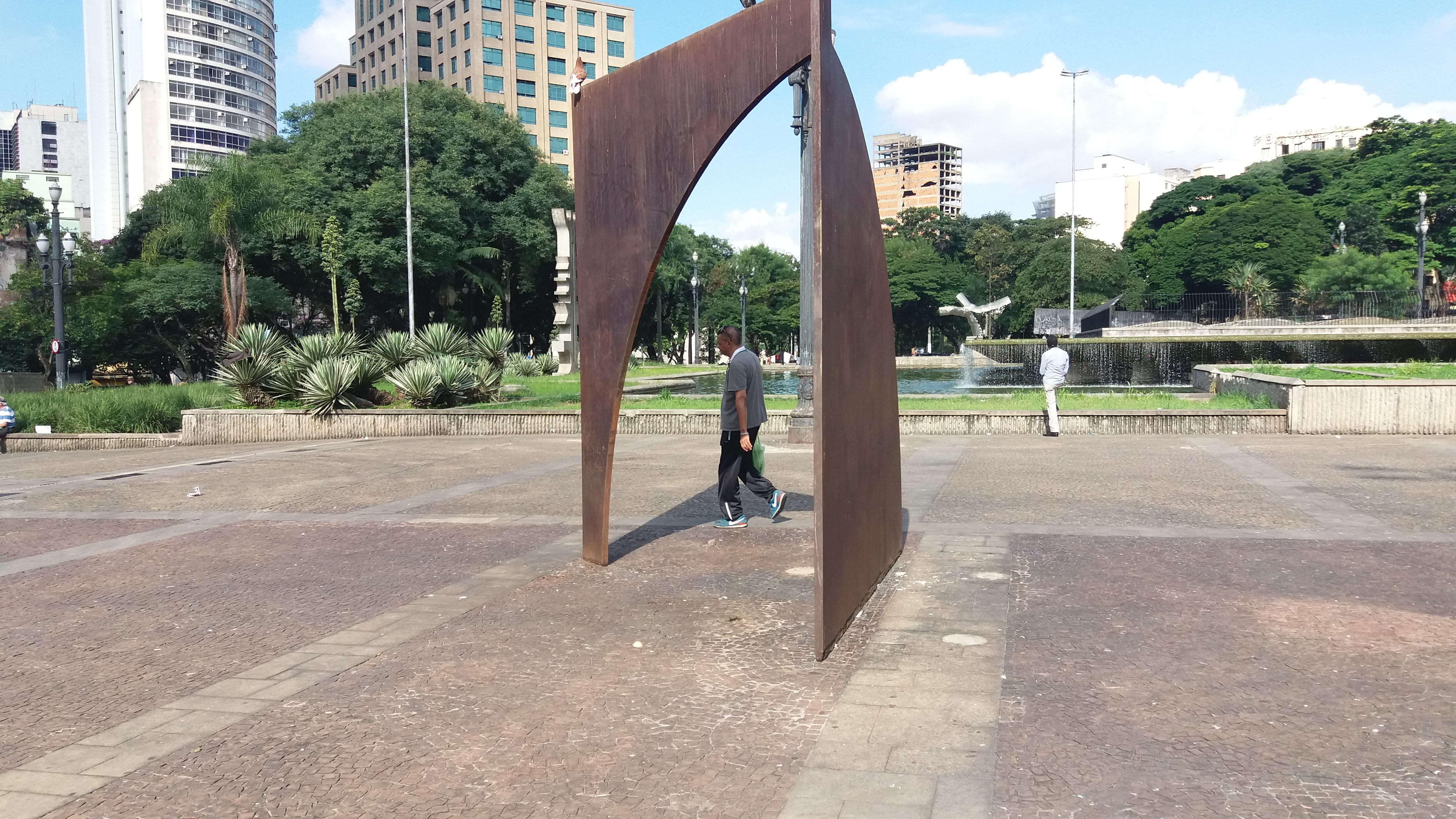
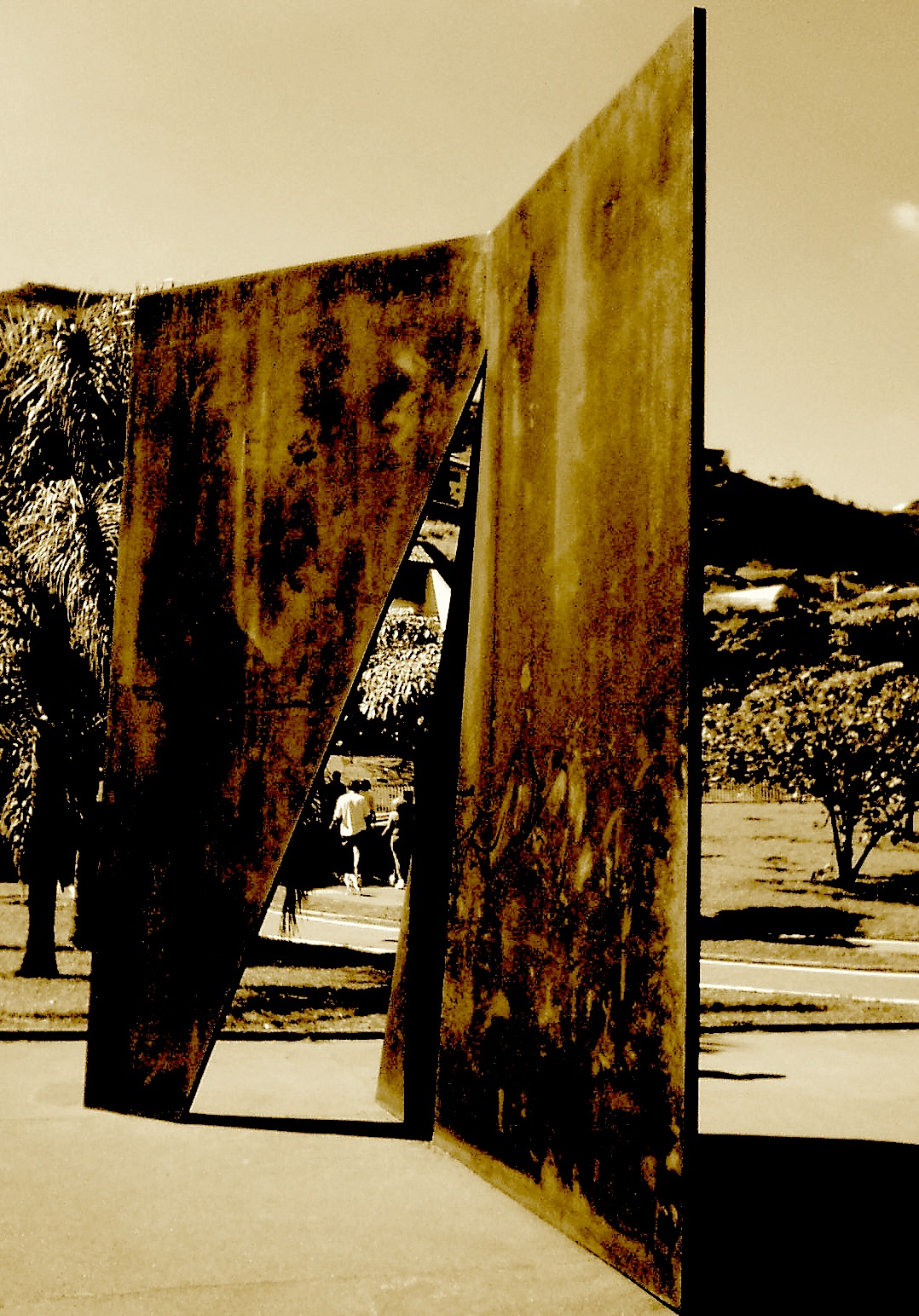
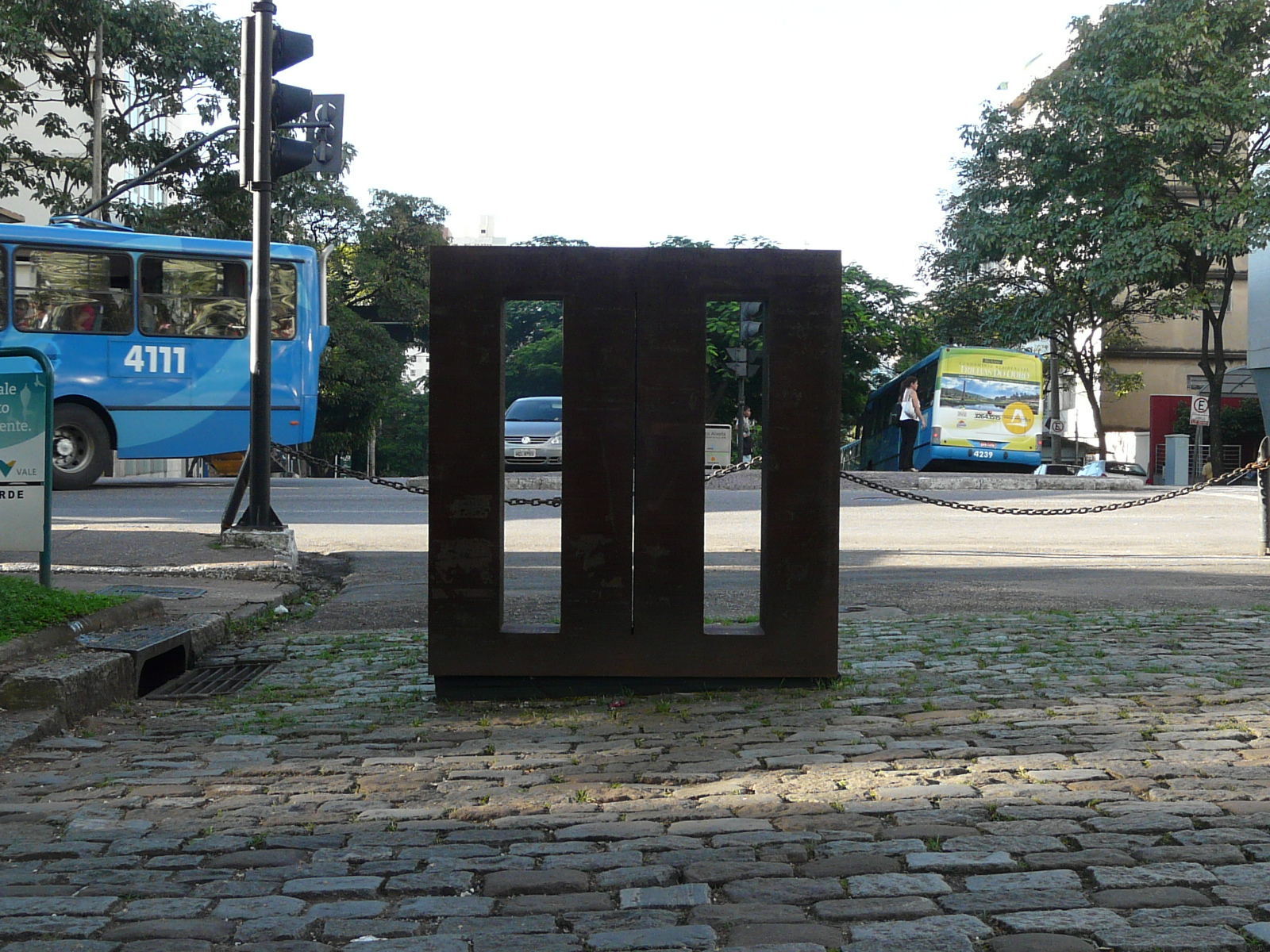